# یوهان دیدریک وان در والس
یوهان دیدریک وان در والس (به هلندی: Johannes Diderik van der Waals) (زاده ۲۳ نوامبر ۱۸۳۷ – درگذشته ۸ مارس ۱۹۲۳) دانشمند و ترمودینامیک دان مشهور هلندی بود. او به‌خاطر ارائه معادله حالت گازها و مایعات در سال ۱۹۱۰ موفق به دریافت جایزه فیزیک نوبل شد.
در سن ۲۵ سالگی وارد دانشگاه لیدن شد. در سال ۱۸۷۷ عضو هیئت علمی دانشگاه آمستردام شد. او دو ثابت جدید {\displaystyle a} به ربایش بین مولکولی و {\displaystyle b} به حجم خود مولکول‌ها معادله گازها را به جهان معرفی کرد. در پی ابداعات او دانشمندان توانستند هیدروژن و هلیوم را مایع کنند.

## زندگی
یوهان دیدریک وان در والس در ۲۳ نوامبر ۱۸۳۷ در شهر لیدن، هلند متولد شد. پدرش نجار بود و در یک خانواده پر جمعیت متولد شد. بخاطر ساختار تحصیلی خاص قرن نوزدهم بعد از اتمام پایان تحصیلات در دوره‌های ابتدایی به جای ورود به دوره دبیرستان که پیش نیاز ورود به دانشگاه بود تصمیم گرفت تا وارد «مدرسه تحصیلات پیشرفته» شود که در آن معلمان دوره ابتدایی را پرورش می‌دادند.
یوهان این دوره را در ۱۵ سالگی به پایان رساند و به‌عنوان معلم دوره ابتدایی به تدریس در طی سال‌های ۱۸۵۶ تا ۱۸۶۱ پرداخت. همچنین وی دوره‌های تکمیلی را سپری کرد و به‌عنوان «معلم ارشد» در مدرسه مشغول به تدریس شد. در سال ۱۸۶۲ بخاطر علاقه‌ای که به درس‌های ریاضیات، فیزیک و ستاره‌شناسی داشت در کلاس‌های این دروس در دانشگاه محل تولدش حاضر می‌شد؛ اما دانشگاه اجازه تحصیل رسمی به وی را نمی‌داد چراکه وی دوره دبیرستان را سپری نکرده بود. در همین دوران دولت هلند شروع به برگزاری دوره‌هایی تحصیلی در دوره دبیرستان برای کسانی همچون یوهان وان در والس کرد. یوهان نیز برای تدریس ریاضیات در این مدارس درخواست داد و مورد پذیرش واقع شد و خود او نیز به صورت همزمان به مطالعه سایر دروس پرداخت. او در امتحانات پایان سال شرکت کرد تا بتواند مقطع دبیرستان را به پایان برساند و اجازه ورود به دانشگاه را کسب کند. بعد از پایان این دوره یوهان شروع به تحصیل در دانشگاه لیدن در محل تولدش، شهر لیدن کرد و تحصیلاتش را در رشته فیزیک تا مقطع دکترا ادامه داد و در سال ۱۸۷۳ توانست از پایان‌نامه دکترای خود دفاع کند. یوهان دیدریک وان در والس در تاریخ ۸ مارس سال ۱۹۲۳ در ۸۵سالگی در شهر آمستردام هلند درگذشت.

## دست‌آوردها
دستاوردهای این فیزیکدان در حوزه ترمودینامیک ارزشمند هستند و نوبل فیزیک سال ۱۹۱۰ به همین منظور به وی اهدا شد. از دیگر دستاوردهای یوهان وان در والس، نیروی واندروالسی و معادله واندروالس است که نشان می‌دهد چون مولکول‌های موجود در یک گاز دارای حجمی معین هستند و نیروهای جاذبه بر یکدیگر وارد می‌سازند، گازهای حقیقی از قانون‌های گاز ایدئال پیروی نمی‌کنند. در سال ۱۸۷۳ یوهان وان در والس وجود نیروهای کشش بین مولکولی در میان مولکول‌های گاز را مطرح کرد، به نظر وی مجموع این نیروها هستند که مقدار انحراف یک گاز حقیقی از گاز ایدئال را معین می‌کنند، توضیح خاستگاه این نیروهای بین مولکولی توسط فریتز لاندن در ۱۹۳۰ پیشنهاد شد.
در فیزیک، شعاع‌های وان‌دروالس نمایانگر کوتاه‌ترین فاصله ممکن بین اتم‌هایی است که بین آن‌ها پیوند شیمیایی وجود ندارد و این فاصله مقداری است که در آن، نیروهای جاذبه ضعیف بین اتم‌ها، با نیروی دافعه بین لایه‌های الکترونی، به تعادل می‌رسند. درواقع، این یوهان وان در والس بود که برای نخستین بار ایده شعاع‌های وان‌دروالس را مطرح کرد که اتم‌ها یک نقطه ساده نیستند و همین ایده را در معادله واندروالس نشان داد.